# Åhus församling
Åhus församling är en församling i Villands och Gärds kontrakt i Lunds stift. Församlingen ligger i Kristianstads kommun i Skåne län och utgör ett eget pastorat.
Församlingen omfattar tätorten Åhus och en kuststräcka söder om orten.

## Administrativ historik
Församlingen har medeltida ursprung. Dåvarande socknen bildades 4 januari 1618 i samband med att stadsrättigheterna för Åhus drogs in. I samband därmed sammanslogs socknen med Älleköpinge socken.
Församlingen var till 1618 moderförsamling i pastoratet Åhus och Älleköpinge för att därefter till 1681 utgöra ett eget pastorat. Från 1681 till 1856 var församlingen moderförsamling i pastoratet Åhus, Gustav Adolv och Rinkaby. Från 1856 utgör församlingen ett eget pastorat.

## Kyrkoherdar
| Ämbetstid   | Namn                    | Levnadstid            | Övrigt                         |
| ----------- | ----------------------- | --------------------- | ------------------------------ |
| 1509        | Petrus Jacobi           |                       | Pastor                         |
| 1530-1552   | Oluf Jeppsson           |                       | Pastor                         |
| 1553        | Anders Nielsen          |                       | Pastor                         |
| 1566        | Jörgen                  |                       | Pastor                         |
| 1578-1597   | Jacobus Olai            |                       | Pastor                         |
| ~1600-1630  | Oluff Pedersen (Cimber) |                       | Pastor                         |
| 1616        | Haqvinus Benedicti      | Ej präst              | Rektor                         |
| 1600–1630   | Oluf Pedersen           | samma person som ovan | Pastor                         |
| 1630–1661   | Peder Pedersön          | 1592–1661             | Pastor                         |
| 1661–1682   | Casten Månsson Rönnow   | 1638–1691             | Pastor                         |
| 1682–1698   | Oluff Aulin             | 1651–1698             | Pastor                         |
| 1699–1720   | Johan Billing           | 1668–1720             | Pastor                         |
| 1721–1732   | Erasmus Kåhre           | 1686–1732             | Pastor                         |
| 1733–1741   | Olof Staf               | 1701–1741             | Pastor                         |
| 1742–1767   | Johan Bjugg             | 1707–1767             | Pastor                         |
| 1768–1805   | Sven Aulin              | 1720–1810             | Pastor                         |
| 1805–1809   | Per Aulin               | 1751–1809             | Kyrkoherde                     |
| 1815–1852   | Carl Starck             | 1787–1852             | Pastor, prost och häradsprost. |
| 1855/6–1875 | Johan Lovén             | 1816–1875             | Pastor                         |

## Organister och klockare
| Verksam   | Namn                           | Levnadstid | Övrigt    |
| --------- | ------------------------------ | ---------- | --------- |
| 1749-1760 | P. Westring                    |            | Organist. |
| 1771-1781 | Nils Espholm                   |            | Organist. |
| 1923–     | August Fredrik Wilhelm Blennow | 1898–      | [ 5 ]     |

## Kyrkor
- Sankta Maria kyrka
- Yngsjö kapell[6]